# Demon’s Souls
Demon’s Souls ist ein von From Software für die PlayStation 3 entwickeltes Action-Rollenspiel. Es bildet den Auftakt der Souls-Serie und gilt als Begründer des „Souls-like“-Genres. 2011 erschien der geistige Nachfolger Dark Souls, der allerdings nichts mit der Handlung des Vorgängers zu tun hat und nicht mehr exklusiv für die PlayStation veröffentlicht wurde.
Im November 2020 erschien ein Remake des Spiels für die PlayStation 5, welches von Bluepoint Games umgesetzt wurde.

## Handlung
Das Spiel handelt von König Allant XII und seinem Versuch, die Welt mitsamt der Menschheit auszulöschen. Mit Hilfe der Seelenkünste brachte er seinem Königreich Boletaria noch nie dagewesenen Wohlstand. Die Seelenkünste waren jedoch nicht menschlichen, sondern dämonischen Ursprungs. Sie waren deshalb über Jahrhunderte lang verboten. Die Natur der Seelenkünste geriet aber über die vielen Generationen in Vergessenheit und der König führte die Seelenkünste wieder ein. Boletaria entwickelte sich so unter seiner Regentschaft zu einem Paradies. Trotz seiner Leistung war der König aber unzufrieden, denn in seinen Augen war die Welt voller Schmerz und Leid. Durch die Seelenkünste allein konnte er nicht die gesamte Welt verändern. Alt und desillusioniert verfiel der verbitterte König einer wahnsinnigen Idee. Um das Elend zu beenden, wollte er die Menschheit vernichten. Dazu reiste er zum Nexus, um das dort gefangene Uralte („The Old One“), ein mächtiges Wesen und die Quelle der Seelenkünste, aus seinem Schlaf zu wecken. Das Uralte war eine körperlose Bestie mit einem unendlichen Appetit auf Seelen und sollte, so der Plan des Königs, sich von den Seelen aller Menschen ernähren. Jedoch konnte es sein Gefängnis nicht verlassen. An den Grenzen Boletarias beobachteten die Menschen nach der vermeintlichen Rückkehr des Königs, der ein Dämon in seiner Gestalt war, einen dichten farblosen Nebel. Der Nebel begann das Königreich zu umschließen und es von der Außenwelt abzutrennen. Zusätzlich zum Nebel schickte das Uralte seine seelenfressenden Dämonen ins Land. Wenn alle Bewohner eines Ortes ihrer Seele beraubt wären, dann würde der gesamte Ort und jeder dort vom Nebel vollständig verschluckt und in die unendliche Finsternis, dem eigentlichen Wesen des Uralten, verbannt werden. Jene, die ihre Seelen verloren, verloren gleichzeitig den Verstand und kämpften für die Dämonen gegen alle die noch ihre Seele hatten. Die Dämonen und ihre Diener waren sehr erfolgreich und das Königreich fiel ins Chaos. Die wenigen Überlebenden, die noch bei Verstand waren, hielten sich versteckt, denn die Konfrontation mit der Armee der Dämonen führte in der Regel zur Gefangennahme, dem Tod oder noch Schlimmerem. Lediglich der Ritter Vallarfax konnte den Nebel durchdringen und die Außenwelt erreichen, um von Boletarias Notlage zu berichten. Er sprach auch von der verführerischen Macht der Dämonenseelen. Wenn ein Dämon eine Seele raubte, wurde die Dämonenseele gestärkt. Die Macht, die einer solchen Dämonenseele innewohnt, übersteigt die menschliche Vorstellungskraft. Diese Legende verbreitete sich von Mann zu Mann über die ganze Welt und seitdem betreten tapfere Krieger den farblosen Nebel um nach den Dämonenseelen zu suchen, doch bisher kehrte kein Einziger zurück.
Der Spieler erfährt ebenfalls von der Situation Boletarias und beschließt den Nebel zu betreten. Im Nebel ist das Land bereits verschwunden und so irrt der Protagonist durch einen finsteren Ort, bis eine Stimme zu ihm spricht. Sie führt ihn in ein Licht und teleportiert ihn an einen anderen Ort. Der Held wird von den Dämonen besiegt und stirbt. Im Nexus verhindert eine in schwarz gekleidete Jungfrau, dass der Spieler nach dem Tod seine Seele an die Dämonen verliert. Sie beschwört seine Seele und bindet sie an den Nexus. Danach verschwindet die Frau und der Held ist sich selbst überlassen. Diese Prozedur erfahren alle die den Nebel betreten, denn die Stimme sucht nach einem Menschen, der in der Lage ist die Dämonen zu töten. Alle, die an den Nexus gebunden sind, sind zwar vor einem endgültigen Tod mit gleichzeitigem Verlust ihrer Seele geschützt, aber die Seele ist instabil und zerfällt, wenn der Körper nicht wiederhergestellt wird. Die gebundenen Spieler können den Nexus nur über Portale verlassen, die sie zu den Dämonen führen. Nach dem Sieg über einen Dämon wird der Spieler wiederbelebt und hat sich als Dämonentöter bewiesen. Er kehrt in den Nexus zurück und die Stimme, die ihn rief, gibt sich zu erkennen. Ein Kind mit dem Titel "der Gewaltige" erklärt, dass das Uralte wieder eingeschläfert werden muss, um die Dämonenplage zu beenden. Es hat den Zugang zu seinem Gefängnis, das unter dem Nexus liegt, versiegelt, um sich zu schützen. Erst wenn alle seine Dämonen vernichtet sind, wird es das Siegel brechen und den Dämonentöter zu sich rufen. Wenn das Siegel bricht, wird die Nexusbindung aufgelöst, damit der Spieler den Nexus verlassen und zum Uralten gehen kann.
Der Gewaltige war ursprünglich nicht allein. Die Aufgabe der Gewaltigen ist, die Welt vor dem Verschwinden im Nebel zu schützen. Die mentale Anstrengung, die Welt zusammenzuhalten, ist aber so hoch, dass alle anderen bereits gestorben sind.
Die in schwarz gekleidete Jungfrau hilft dem Spieler, indem sie die Seelen, die der Held im Kampf gegen die Dämonen sammelt, mit seiner eigenen vereint. Der Held wird dadurch stärker und kann sich mächtigeren Dämonen stellen. Sie selbst wurde bei der ersten Dämonenplage in einen Dämon verwandelt. Sie hat die Fähigkeit Seelen zu manipulieren und wird daher benötigt, das Uralte wieder in den Schlaf zu versetzen. Sie selbst ist auch an den Nexus gebunden und ist deshalb unsterblich.
Nachdem alle Dämonen vernichtet sind, wird das Siegel geöffnet und die Jungfrau führt den Spieler zum Uralten. König Allant, der sich die ganze Zeit beim Uralten aufgehalten hat, wurde in einen Dämon verwandelt, aber die Transformation ist nicht abgeschlossen. Er stellt sich dem Spieler um ihm seine Beweggründe zu erklären, denn er kann den Helden nicht besiegen. Danach steht der Spieler vor einer Wahl. Das Uralte hat ihn aus gutem Grund gerufen, denn der Spieler hat fremde Seelen in sich aufgenommen und das ist, was die Dämonen tun. Der Held kann die in schwarz gekleidete Jungfrau ihre Aufgabe erfüllen lassen, wodurch die Welt gerettet wird. Er selber nimmt dann den Platz eines Gewaltigen ein. Er kann die Jungfrau aber auch töten, weil sie nicht mehr an den Nexus gebunden ist. Der Weg, die Seelen, die das Uralte aufgenommen hat, zu absorbieren, grenzenlose Macht zu erlangen und zum wahren Dämon aufzusteigen, ist dann frei. Das Uralte kann nun nicht mehr aufgehalten werden und irgendwann wird die gesamte Welt in Nebel umhüllt sein.

## Spielprinzip
Spieler können einen Charakter nach ihren eigenen Vorstellungen erstellen. Dazu stehen ihnen Einstellungen wie Name, Geschlecht, Frisur und andere Personen- und Charaktereigenschaften zur Verfügung. Gekämpft wird hauptsächlich gegen Bestien, Ungeheuer und Dämonen. Dazu steht eine breite Auswahl an Waffen zur Verfügung. Auch ist es möglich verschiedene magische Fähigkeiten zu verwenden, um sich im Kampf Vorteile zu verschaffen. Nachdem ein Spieler getötet wurde, wird er zu einer Seele und kann sein Leben mit weniger Trefferpunkten fortsetzen. Um wiederbelebt zu werden, muss der Spieler einen der Endgegner bezwingen, einen bestimmten Gegenstand benutzen oder einen anderen lebenden Spieler töten. Des Weiteren können Seelen von besiegten Gegnern gesammelt werden, die dann wiederum gegen Ausrüstungsgegenstände oder Upgrades getauscht werden können.
Die Welt, in der sich der Spieler zwischen Missionen immer wieder aufhält, ist der Nexus, ein kleines Areal, in dem der Spieler mit NPCs und Verkäufern interagieren und seine Ausrüstung lagern kann. Die tatsächliche Spielwelt ist unterteilt in fünf Gebiete, die mittels Portalen bereist werden können.
Das Spiel beinhaltet außerdem einige Onlinefeatures. Spieler können zum Beispiel Nachrichten auf dem Boden finden, die von anderen Spielern dort hinterlassen wurden und Hinweise und Ratschläge enthalten. Auch Blutspuren von anderen Spielern sind sichtbar, die den Tod des Spielers an dieser Stelle zeigen. Geister anderer Spieler erscheinen zufällig, jedoch ist mit ihnen keine Interaktion möglich. Der Kooperationsmodus erlaubt bis zu drei Spielern, sich als Team durch die verschiedenen Level zu schlagen. Allerdings wurden am 28. Februar 2018 die Server eingestellt, wodurch das Spielen mit anderen Mitspielern nicht mehr möglich ist.

## Veröffentlichung
Das Spiel erschien im Februar 2009, vorerst ausschließlich in Japan. Publisher Sony war vom Erfolg des Spiels nicht überzeugt und überließ daher Atlus die Veröffentlichung in den USA und Namco Bandai die Veröffentlichung für den europäischen Markt. Anfang Oktober 2009 wurde es auf dem nordamerikanischen Markt veröffentlicht. In Europa wurde das Spiel am 25. Juni 2010 veröffentlicht.

## Rezeption
Das Spiel erhielt mehrheitlich positive Bewertungen. Bei Metacritic hält das Spiel 89 von 100 Punkten, aufbauend auf 81 Kritiken. Aus 2027 Nutzerbewertungen ergibt sich ein Stand von 8,8 aus 10 Punkten (August 2023). Im Katalog von MobyGames hat der Titel einen „Moby Score“ von 8,3 und belegt damit Platz 77 der gelisteten Einträge für die PlayStation 3. Basierend auf 26 Kritikermeinungen ergibt sich eine durchschnittliche Bewertung von 90 % (August 2023). Die meisten Kritiker loben insbesondere den Schwierigkeitsgrad von Demon’s Souls als sehr hoch und gerade dadurch als einzigartig und bei Erfolg besonders befriedigend.
Demon’s Souls sei „nicht nur gnadenlos, sondern auch traurig und unheimlich eindringlich“, urteilt Jörg Luibl bei 4Players. Das Abenteuer sei ein „herrlicher Kontrapunkt zu all dem Klick&Blöd-Spieldesign für die Masse“. Dabei machten „nicht nur der Anspruch, das komplexe Kampfsystem, die Einzigartigkeit der Schauplätze oder der Online-Modus“ das Besondere aus, sondern vor allem „Artdesign und das konsequente Konzept dahinter“. Noch nie habe der Rezensist eine „Welt erlebt, die so eindringlich in ihrer künstlerischen Vision“ wirke, auch wenn es kleine Fehler gebe, etwa bei Texturen und Kollisionsabfrage. Luibl „musste hundert Tode und Wutausbrüche verkraften“, aber jeder besiegte Dämon habe ihn so laut jubeln lassen „wie lange nicht mehr“.
Ähnlich äußert sich Alexander Winkel in seiner Kritik für Gamezone: „Düster, melancholisch und unheimlich, aber vor allem erschreckend schwer“. Schon vor der Veröffentlichung in Europa sei Demon’s Souls wie der „heilige Gral moderner Rollenspielperlen für anspruchsvolle Gamer“ gehandelt worden. Die „Faszination zahlreicher Import-Spieler“ stelle sich als „durchaus nachvollziehbar“ heraus. Die Begeisterung liege in der „feinfühligen, […] aber knallharten Implementierung eines klassisch-westlichen Schnetzel-RPGs“, das „jeden taktischen Fehler im Kampf rigoros“ bestrafe. Dabei müsse man sich regelrecht „durchbeißen und die bitteren Enttäuschungen wie auch den unvermeidbaren Frust wegstecken“ können, wozu auch zahlreiche technische Fehler sowie „gewisse Mängel in Sachen Grafik“ beitrügen.
Auch wenn Demon’s Souls nicht wie ein Videospiel für jedermann erscheine, sollten es alle Besitzer einer PlayStation 3 zumindest ausprobiert haben, hält Sam Bishop für IGN fest. Obwohl der hohe Schwierigkeitsgrad viele abschrecken mag, sei gerade die lohnende Herausforderung das Alleinstellungsmerkmal im aktuellen Spielemarkt. Die einzigartige Erfahrung zwischen hohem Risiko und euphorischer Belohnung erinnere an alte Titel für das Nintendo Entertainment System, nur nicht ganz so „Hardcore“.